# مرقئة أزوفتسفية
مرقئة أزوفتسفية (الاسم العلمي:Sanguisorba azovtsevii) هي نوع من النباتات يتبع جنس المرقئة من الفصيلة الوردية.